# NGC 5023
NGC 5023 é uma galáxia espiral (Sc) localizada na direcção da constelação de Canes Venatici. Possui uma declinação de +44° 02' 14" e uma ascensão recta de 13 horas, 12 minutos e 11,7 segundos.
A galáxia NGC 5023 foi descoberta em 9 de Abril de 1787 por William Herschel.